# Xavier Vanslambrouck
Xavier Vanslambrouck (Lichtervelde, 8 juli 1912 - Flint (Michigan), 28 april 1972) was beroepswielrenner van 1932 tot 1940 die indruk maakte op de Amerikaanse wielerbanen. De courante wielerencyclopedieën zien Vanslambrouck over het hoofd.
In twee zesdaagsen behaalde hij de eindzege: in 1932 in Vancouver, met de Canadees Francis Elliot als ploegmaat en in 1934 in Milwaukee met Fred Ottevaere. Zijn broer Andrew Vanslambrouck was eveneens wielrenner.

## Baanrenner
Xavier Vanslambrouck werd geboren in Lichtervelde als zoon van Victor (Lichtervelde, 24 juni 1888) en Augusta Mussche (6 april 1890) en maakte er als kind de Eerste Wereldoorlog mee. In de jaren twintig verkocht zijn vader het huis en emigreerde hij met zijn gezin naar Amerika.
Xavier trouwde er op 17 juni 1933, op twintigjarige leeftijd, Sadone Van La Berg. Hij kwam aan de kost als coureur en ontpopte zich tot een van Detroits beste renners op de Harper Morang Velodrome en de betere zesdaagserenner. Het interbellum was hét moment voor een baanrennerscarrière in de Verenigde Staten. Er waren zesdaagsen in Minneapolis, Portland, Vancouver, Atlantic City, Los Angeles, Milwaukee en Saint Louis – in Boston, Cleveland, New York en Chicago. De Verenigde Staten kenden nauwelijks wegwedstrijden zoals in Vlaanderen. Vanslambrouck reed tegen kleppers als Reggie MacNamara, William ‘Torchy’ Peden, Gerard Debaets en Alfred Letourneur. Dat in de velodrooms geld te verdienen viel, wist de Lichterveldenaar Ritten Vanlerberghe al. Hij ging Vanslambrouck in 1920 voor en reed de Zesdaagse van New York. In zijn kielzog zouden veel West-Vlamingen volgen.
Als beroepsrenner doorkruiste Vanslambrouck de Verenigde Staten, van Vancouver, aan de zuidwestkust van Canada tot in Los Angeles, aan de zuidwestkust van Californië. De verplaatsingen gebeurden doorgaans met kleine sportvliegtuigjes die populair waren in die dagen. Zijn vader Victor en zijn oom Jules kwamen op 30 mei 1928 om bij een luchtdoop in Detroit. Beiden waren op slag dood.

## Bicycleshop met annex café
Xavier Vanslambrouck hield op met het beroepsrennen op zijn 28ste, de leeftijd waarop een sportman normaal het sterkst is. Dat doet wielerauteur Patrick Cornillie vermoeden dat hij zijn sportieve ambities niet kon waarmaken of dat hij voor financiële zekerheid koos. Xavier en Sadone hadden intussen drie kinderen groot te brengen. In zijn woonplaats Detroit begon hij een fietsenzaak en café. Hij staat er geregistreerd als eigenaar van een bicycleshop en als innkeeper (café-eigenaar) van The New Brick Inn.
Op 28 april 1972 overleed Vanslambrouck in Flint (Michigan). Hij was 59 jaar. In de Gazette van Detroit verscheen een kort artikel. Hij werd begraven in Allenton, Michigan, niet ver van zijn woonplaats Berville.